# Luftrausers
Luftrausers is een shoot 'em up-computerspel ontwikkeld door de in Nederland gevestigde indie-computerspelontwikkelaar Vlambeer en uitgegeven door Devolver Digital voor Microsoft Windows, OS X, Linux, PlayStation 3 en PlayStation Vita. Het werd uitgebracht op 18 maart 2014 en op 20 december 2014 overgezet naar Android door General Arcade. Een demake van het spel, getiteld LuftrauserZ, werd ontwikkeld door Paul Koller voor Commodore 64, Commodore 128 en Commodore 64 Games System, en werd op 8 december 2017 uitgebracht door RGCD en Vlambeer.

## Gameplay
Luftrausers is een vliegtuiggebaseerde shoot 'em up. In tegenstelling tot traditionele shoot 'em ups, waarbij de richting van de speler vaststaat, staat Luftrausers 360 graden beweging toe, meer vergelijkbaar met een multidirectionele shooter. Het belangrijkste wapen van de speler kan echter alleen vanaf de voorkant schieten, waardoor de speler rekening moet houden met de positie en de hoek van het vliegtuig. Spelers moeten rekening houden met het momentum van hun vliegtuig tijdens het vliegen, met behulp van zwaartekracht en drift om zowel te manoeuvreren als voorwaartse voortstuwing.
Er is geen gezondheidsbalk: de gezondheid van de speler wordt aangegeven door een cirkel rond het vliegtuig die krimpt naarmate de schade toeneemt en vanzelf herstelt wanneer het wapen niet wordt afgevuurd.
Vliegtuigen kunnen worden aangepast met tientallen combinaties van motoren, wapens en rompen die zowel de gameplay als de soundtrack beïnvloeden.

## Ontwikkeling

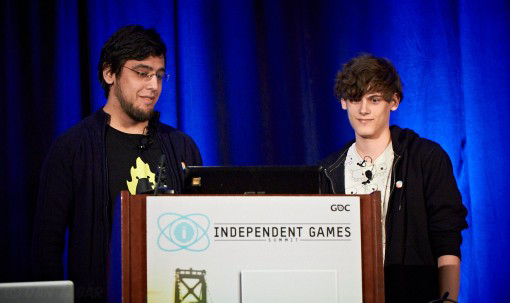
Ismail en Nijman van Vlambeer spreken op de GDC Independent Games Summit in 2013

Jan Willem Nijman van Vlambeer begon met het ontwerpen van Luftrausers in het vliegtuig naar huis vanaf de Game Developers Conference (GDC) van maart 2012, in San Francisco. Polygon meldde dat hij werd geïnspireerd door de "schoonheid van zijn uitzicht" en geen televisie aan boord had. Vlambeer rondde op dat moment de ontwikkeling van Ridiculous Fishing af, een spel waarvan de ontwikkeling werd gekenmerkt door een spraakmakende strijd met een vergelijkbaar, opvolgend spel dat bekend staat als een kloon.
Luftrausers is een update van Luftrauser, een gratis spel gemaakt in Flash door Vlambeer's Rami Ismail, kunstenaar Paul Veer, en componist Kozilek in de GameMaker: Studio-engine en werd geporteerd naar pure C++ door Michel Paulissen via zijn Dex-conversietool. Vlambeer kondigde het spel oorspronkelijk aan voor release in Q2 2013 op PlayStation 3 en PlayStation Vita, en koos voor die platforms vanwege hun positieve werkrelatie met Sony.  In de weken voor de verwachte release bracht het in Bangalore gevestigde Rubiq Lab in april 2013 een soortgelijk vliegtuiggevechtspel uit genaamd SkyFar, en Vlambeer nam contact op met Apple en Google om in te grijpen om "een nieuwe kloonoorlog" te voorkomen. De rugzak van Rami Ismail met "alles Vlambeer" inclusief elektronica en de spelcode werd gestolen tijdens E3 2013.  Hoewel er een back-up was van hun werk, beschreef Ismail de diefstal als enorm hinderlijk.
Het spel werd tegelijkertijd uitgebracht op Microsoft Windows, OS X, Linux, PlayStation 3 en PlayStation Vita (via Steam en de Humble Store) op 18 maart 2014 en werd gepubliceerd door Devolver Digital. Binnen drie dagen na de release hadden ze de kosten van de ontwikkelingscyclus van twee en een half jaar terugverdiend. Op 20 december 2014 werd het spel door General Arcade geporteerd naar Amazon Fire TV.

## Ontvangst
| Recensiescore             | Recensiescore                          |
| Recensieverzamelaar       | Score                                  |
| ------------------------- | -------------------------------------- |
| Metacritic                | (PC) 80/100 (PS3) 80/100 (Vita) 83/100 |
| Publicist                 | Score                                  |
| Electronic Gaming Monthly | 9/10                                   |
| Game Informer             | 8.5/10                                 |
| GameSpot                  | 7/10                                   |
| IGN                       | 8.7/10                                 |
| Polygon                   | 8/10                                   |

 Het spel ontving "over het algemeen gunstige" beoordelingen volgens Metacritic. Giant Bomb heeft het spel Best Music of 2014 uitgereikt. Bij de National Academy of Video Game Trade Reviewers (NAVGTR) awards van 2014 werd het spel genomineerd voor Control Precision.